# غوان منجلي الأجنحة
غوان منجلي الأجنحة (الاسم العلمي: Chamaepetes goudotii) هو نوع من الطيور يتبع جنس الغوان أرضي من فصيلة القرازية.